# Massimino il Trace
Gaio Giulio Vero Massimino (in latino Gaius Iulius Verus Maximinus; Tracia, 173 circa – Aquileia romana, 10 maggio 238), meglio noto come Massimino il Trace (Maximinus Thrax), è stato imperatore romano dal 235 alla sua morte, avvenuta nel 238.
Fu il primo barbaro a raggiungere la porpora imperiale, grazie al solo consenso delle legioni, essendo nato senza la cittadinanza romana, e senza essere neppure senatore. Fu anche il primo imperatore a non aver mai messo piede a Roma, in quanto trascorse i suoi tre anni di regno impegnato in vittoriose campagne militari. Egli fu anche il primo imperatore-soldato del III secolo.
Il suo governo viene ritenuto dagli storici un fondamentale momento di svolta della storia imperiale (anarchia militare). Massimino ottenne successi militari sia lungo il fronte renano sia danubiano, dove sconfisse prima gli Alemanni e poi i Sarmati della piana del Tibisco.
Massimino impose un durissimo prelievo fiscale per finanziare l'esercito e s'inimicò sia il Senato sia le élite delle città. La rivolta contro di lui partì dall'Africa, dove proprietari e coloni si ribellarono e venne acclamato Augusto il proconsole d'Africa Gordiano I, che associò al potere il figlio (Gordiano II), venendo quindi riconosciuto dal senato. La rivolta fu domata dalle truppe di Massimino e i due Gordiani furono eliminati. Nel 238, però, Massimino venne infine ucciso dai suoi stessi soldati mentre assediava Aquileia nel tentativo di raggiungere Roma.
Massimino fu anche uno degli uomini più alti della storia, misurando tra i 239 e i 248 cm circa.

## Biografia

### Origini e carriera militare
Massimino nacque intorno al 173 in un villaggio della Tracia, in prossimità del confine con la Mesia inferiore. Secondo la Historia Augusta, il padre era un goto, mentre la madre un'alana. Erodiano descrive Massimino come un pastore trace di origini semi-barbare, che intraprese la carriera militare al tempo di Settimio Severo, arruolandosi in un'unità ausiliaria (un reparto di cavalleria) in virtù della propria forza fisica. Che sia stato un pastore durante gli anni della fanciullezza è confermato anche nella Historia Augusta, secondo cui Massimino (mettendosi a capo dei propri compagni), affrontò in più di un'occasione i briganti, difendendo i genitori e le greggi.
Dalle fonti storiche si ricava che l'aspetto dell'imperatore fosse spaventoso, dotato di una forza sovrumana, e di un'altezza fuori del comune: un dito sopra gli otto piedi romani (due metri e quaranta):
(Historia Augusta - I due Massimini, 2.2)
(Historia Augusta - I due Massimini, 6.9)
e ancora,
(Historia Augusta - I due Massimini, 4.1-3)

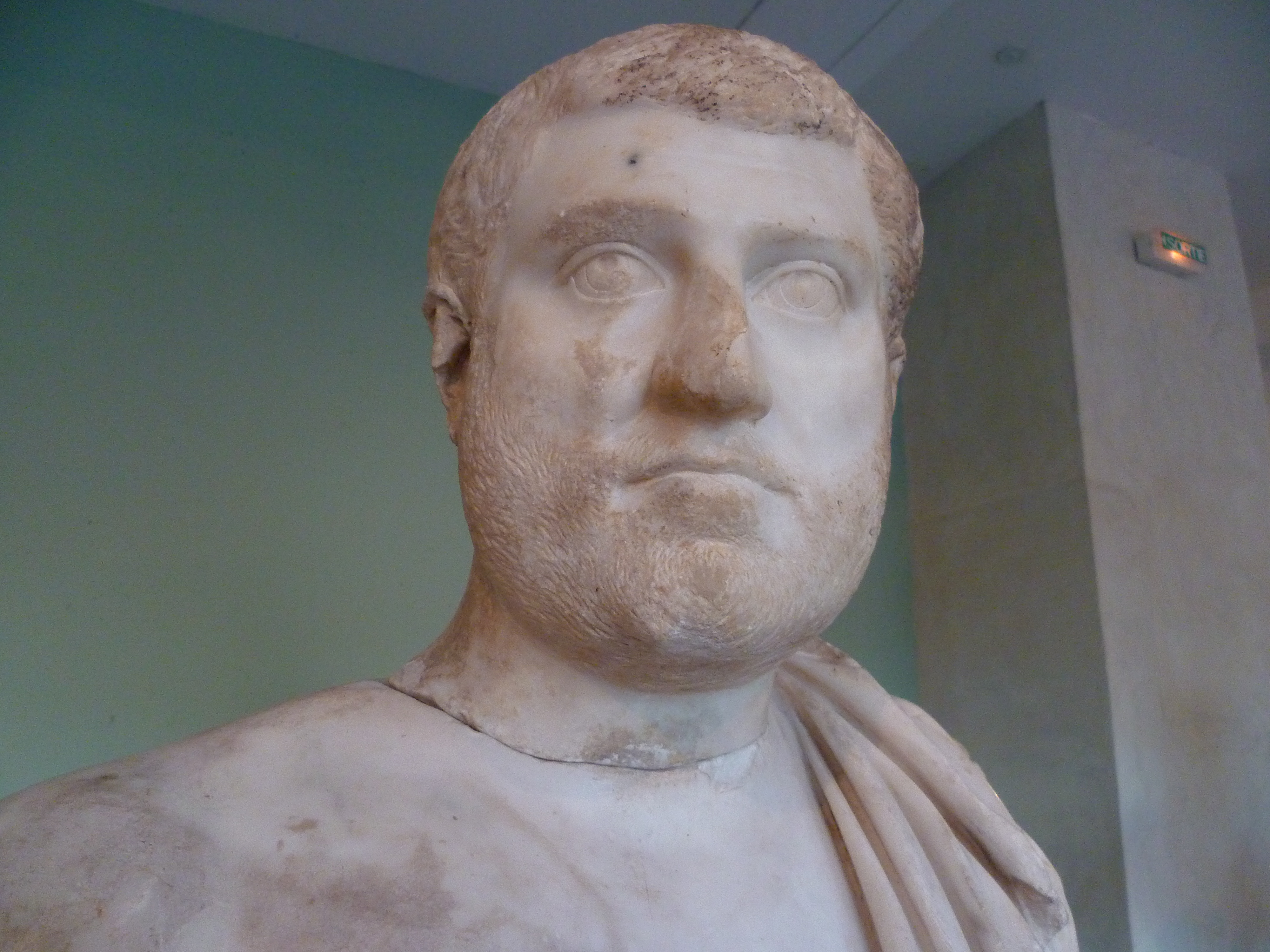
Possibile busto di un giovane Massimino il Trace, dal Musée Saint-Raymond di Tolosa.

Sembra che abbia nascosto le proprie umili origini semi-barbare (contrapposte a quelle nobili della maggior parte degli imperatori precedenti) perché "non apparisse che l'imperatore fosse nato da genitori, entrambi di stirpe barbarica". La sua scalata sociale sarebbe incominciata grazie alla carriera militare che gli consentì, infine, l'accesso nei ranghi dell'ordine equestre. L'occasione per l'arruolamento gli si presentò al tempo dell'imperatore Settimio Severo, quando:
(Historia Augusta - I due Massimini, 2.4-7)
Sempre secondo la Historia Augusta due giorni dopo l'aneddoto appena narrato, avendo Severo udito degli schiamazzi nel campo, e accortosi che si trattava di Massimino, ordinò al tribuno di punirlo e insegnargli la disciplina romana. Ma Massimino, accortosi che l'imperatore aveva parlato di lui, si accostò a Severo, che era a cavallo. Allora Severo che intendeva provarne la resistenza e la forza, dapprima lo sfidò a seguirlo a piedi, lanciando il cavallo al galoppo, e poi a combattere con numerosi soldati, tra i più forti e valorosi.
(Historia Augusta - I due Massimini, 3.4-6)

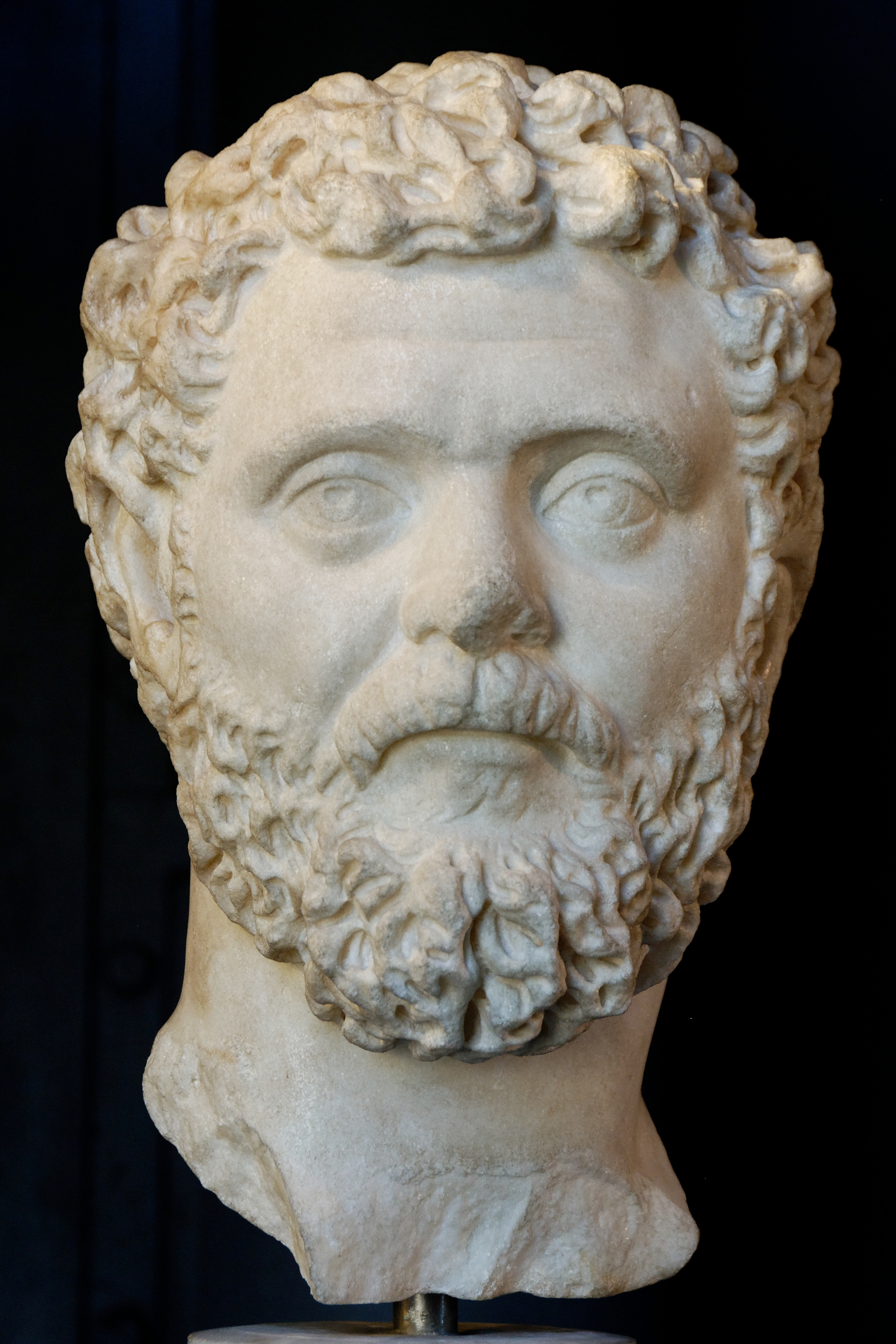
Busto di Settimio Severo, l'imperatore che fece arruolare Massimino nell'esercito.

Entrato così a far parte dell'esercito romano, inizialmente come cavaliere per la sua altezza, ebbe nel corso degli anni successivi l'appoggio di Severo nel ricoprire i vari gradi della carriera militare (prima come praefectus alae, poi praefectus civitatium Moesiae et Treballiae), distinguendosi tra tutti sia per l'altezza e l'imponenza, sia per la grandezza degli occhi e il candore della pelle. Ricoprì, quindi, sotto Caracalla il ruolo di centurione. All'avvento di Macrino abbandonò l'esercito romano momentaneamente (evidentemente dopo aver raggiunto il numero necessario di anni di servizio militare), a causa dell'odio che nutriva nei confronti di chi aveva ucciso il suo imperatore. Per un certo periodo, dopo aver acquistato dei possedimenti nel villaggio della Tracia dove era nato, esercitò il commercio con i vicini Goti, essendo da loro benvoluto e apprezzato, e con gli Alani che si erano stabiliti lungo le sponde del Danubio.
Nel 218, non appena apprese che Macrino era stato ucciso, si recò dal nuovo imperatore Eliogabalo (che si diceva fosse figlio di Caracalla), allo scopo di vedersi riconfermata la considerazione già manifestata nei suoi confronti da Settimio Severo, nonno dell'imperatore. Ma Eliogabalo, ne deluse le aspettative rendendolo oggetto di scherno, tanto da scoraggiarne il ritorno alla vita militare: «Dicono, o Massimino, che tu abbia lottato vittoriosamente con 16, 20 e 30 soldati. Potresti farcela per trenta volte con una donna?». Gli amici dell'imperatore, al contrario, fecero di tutto per trattenerlo (evidentemente come evocatus) proprio perché la sua fama era così grande, da suscitare discredito la rinuncia a un uomo che era considerato al pari degli eroi greci come Ercole, Achille, Ettore o Aiace. Pertanto, negli anni successivi Massimino ricoprì il ruolo di tribuno angusticlavio, evitando tuttavia di incontrare o ossequiare Eliogabalo, che detestava.
Quando apprese dell'assassinio di Eliogabalo e della salita al potere di Alessandro Severo, si recò a Roma per conoscere il nuovo imperatore. Quest'ultimo lo accolse con grande gioia e manifestazioni di affetto, nominandolo tribuno laticlavio della legio IV Flavia Felix (di stanza a Singidunum) con queste parole:
(Historia Augusta - I due Massimini, 5.6-7)
A conferma della nomina da parte di Alessandro Severo vi sarebbe, un'iscrizione rinvenuta nel castrum di Brigetio, secondo la quale un certo Gaio Giulio Massimino, forse il futuro imperatore, era a quel tempo custos armorum della legio I Adiutrix. Massimino assolse al proprio incarico con grande coscienziosità e zelo, addestrando i legionari affidatigli in manovre sul campo, ispezionando le loro armi, il loro abbigliamento militare, dando esempio di coraggio, assumendo l'aspetto più di un padre che di un comandante. A dei tribuni poi, che gli chiedevano come mai si affaticasse tanto, rispose:
(Historia Augusta - I due Massimini, 6.5)
Dal fatto che avesse lo stesso nome di Gaio Giulio Massimino, governatore della Dacia nel 208, si suppone che abbia prestato servizio sotto di lui ricevendone come ricompensa la cittadinanza romana. A ogni modo, a partire dal IV secolo le fonti incominciano a soprannominarlo "il Trace".
All'epoca di Caracalla, risalirebbe il matrimonio con una certa Cecilia Paolina, da cui ebbe almeno un figlio, Gaio Giulio Vero Massimo, nato nel 217.

### Ascesa al potere: morte di Alessandro Severo (febbraio/marzo 235)
| Gaio Giulio Vero Massimo: denario                                    | Gaio Giulio Vero Massimo: denario                                             |
| -------------------------------------------------------------------- | ----------------------------------------------------------------------------- |
|                                                                      |                                                                               |
| IVL VERVS MAXIMVS CAES, testa verso destra, drappeggio sulle spalle; | PIETAS AVG, un lituo, un coltello, una brocca, un simpulum e uno spruzzatore. |
| Coniato nel 235/238 (3,06 g, 12 h, zecca di Roma)                    |                                                                               |

A Massimino fu affidato il comando delle legioni renane, quando Alessandro Severo stabilì di accamparsi in Gallia (a Mogontiacum). La scelta del giovane princeps risultò fatale e determinante per gli eventi successivi:
(Historia Augusta - I due Massimini, 7.4-6)
(Historia Augusta - Alessandro Severo, 59.7-8)
(Zosimo, Storia nuova, I, 12.2.)
Secondo la versione di Erodiano, la rivolta dei soldati che portò alla morte di Alessandro Severo fu dovuta principalmente al fatto che molti dei soldati di origine pannonica e mesica, assai devoti a Massimino, ritenevano che Alessandro dipendesse troppo dal potere della madre e si stesse comportando con codardia nel condurre la guerra contro gli Alemanni. A rinfocolare gli animi contribuiva il ricordo dei recenti disastri in Oriente, causati a loro giudizio dalle esitazioni dell'imperatore. Pertanto, stabilirono di uccidere Alessandro e di elevare alla porpora imperiale Massimino, al quale sembra gettarono sulle spalle il mantello di porpora (prima ancora di assassinare Alessandro), mentre passava in rassegna un reparto per un'ispezione. Inizialmente Massimino rifiutò ma poi decise di accettare a patto che l'acclamazione fosse seguita dall'immediata uccisione di Alessandro, prima che questi avesse il tempo di organizzare le legioni poste sotto il suo diretto comando. E così dopo aver promesso di raddoppiare il loro stipendium di soldato, nuovi donativa e di cancellare tutte le punizioni, marciò con decisione contro l'accampamento di Alessandro (che si trovava a Mogontiacum). Quest'ultimo venuto a conoscenza della situazione, preso dal panico, promise a sua volta ai soldati qualunque cosa desiderassero. Poco dopo, però, Alessandro, abbandonato dai suoi, fu assassinato nella propria tenda, assieme alla madre Giulia Mamea, da un tribuno e da alcuni centurioni mandati a ucciderlo da Massimino (fine di febbraio/inizi di marzo 235). Secondo invece la versione di Zosimo, la morte di Alessandro avvenne a Roma:
(Zosimo, Storia nuova, I, 13.2.)
Massimino fu acclamato Imperator (secondo invece la versione della Historia Augusta), solo dopo l'uccisione di Alessandro. Era un caso senza precedenti visto che si verificava per un militare, non ancora senatore, oltretutto senza alcun decreto del senato. Gli fu anche dato come collega nell'Impero, il figlio Gaio Giulio Vero Massimo. La scelta dei legionari venne successivamente condivisa anche dalla guardia pretoriana e ratificata dal Senato romano, che però mal tollerava un imperatore di origine barbara.
Fu il primo soldato a divenire imperatore romano, pochi decenni dopo che Settimio Severo avesse stabilito la possibilità di avanzamento tra i ranghi degli ufficiali per i sottufficiali e soldati di rilievo, e che suo figlio Caracalla avesse concesso la cittadinanza romana a quasi tutti i nati liberi nel territorio dell'Impero.

### Regno (235-238)
Il periodo di governo di Massimino fu reso difficile dai problemi principali che concorsero a causare l'anarchia militare o crisi del III secolo: pressione delle popolazioni barbare dall'esterno, guerre civili all'interno, collasso economico.

#### Consolidamento del potere
Massimino si rendeva conto dell'opposizione che incontrava presso l'aristocrazia senatoriale. Per tale motivo rimosse i consiglieri più vicini ad Alessandro Severo facenti parte del seguito di quest'ultimo, inviandoli a Roma, o mettendoli a morte, ove ritenesse stessero organizzando un complotto ai suoi danni, mantenendo comunque nei posti di potere, molti degli uomini designati dal precedente imperatore. Tra gli "esiliati" rientra Timesiteo che fu allontanato con l'incarico di un comando provinciale. Secondo Erodiano, essendo cosciente delle proprie umili origini, Massimino non voleva che vi fossero intorno a lui persone di nobile nascita, preferendo circondarsi dei soli militari a lui fedeli. La Historia Augusta aggiunge:
(Historia Augusta - I due Massimini, 9.6-8)
L'opposizione senatoriale tentò in due occasioni di sbarazzarsi di Massimino. Il primo tentativo si ebbe quando l'imperatore, a dimostrazione delle proprie capacità militari, decise di intraprendere una campagna militare oltre il Reno. In tale circostanza, il nobile consolare Magno corruppe alcuni soldati e centurioni, posti a guardia del ponte in costruzione sul fiume, affinché ne provocassero il crollo dopo il passaggio dell'imperatore, lasciandolo isolato sull'altra sponda in balìa dei Germani (non esistevano, infatti, imbarcazioni in territorio nemico), e quindi di acclamare imperatore al suo posto Magno stesso. Massimino, venuto a conoscenza del complotto, mise a morte tutti coloro che ritenne coinvolti nella congiura senza sottoporli a un regolare processo e confiscandone il patrimonio: si ebbero 4.000 vittime. La celerità della repressione senza che fosse preceduta da indagini volte a far luce sulla vicenda, induce Erodiano ad avanzare il sospetto che la violenta reazione repressiva fosse il frutto di un falso pretesto ideato da Massimino per liberarsi di scomodi oppositori, dando al contempo pieno sfogo alla propria indole crudele. A quello di Magno (vero o presunto che fosse) fece seguito il tentativo di usurpazione di un certo Quartino, detto Tito (ex-console e amico di Alessandro Severo), il quale fu acclamato imperatore contro la propria volontà dalle unità di arcieri osroeni, fedeli ad Alessandro Severo, della cui morte ritenevano responsabile Massimino. Tuttavia, un ex-comandante di questa unità, Macedonio, ritenendo di guadagnarsi il favore di Massimino, inviò a quest'ultimo la testa di Quartino dopo averlo assassinato durante il sonno con l'aiuto di alcuni fedelissimi. L'imperatore, pur comprendendo il pericolo scampato, fece uccidere Macedonio.

#### Campagne militari lungo la frontiera settentrionale (235-237)

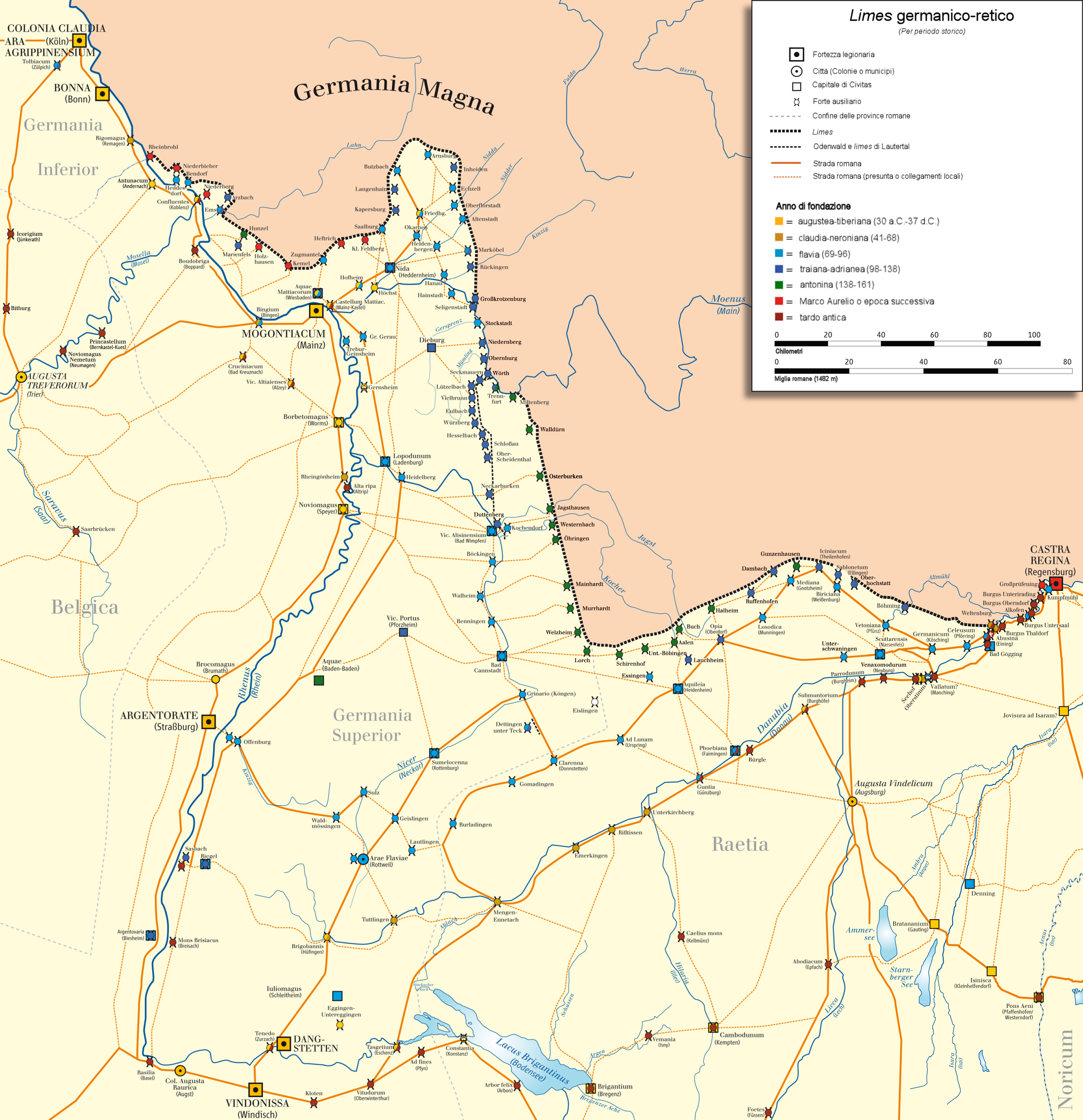
Il limes germanico-retico, lungo il quale Massimino combatté nel 235 contro gli Alemanni

L'ascesa al potere di Massimino corrispose a un periodo (che trae origine dal tempo di Marco Aurelio), caratterizzato dall'intensificazione della pressione dei Barbari lungo le frontiere settentrionali e dei Persiani Sassanidi in Oriente. Questa duplice minaccia stava poco a poco diffondendo la sensazione che l'Impero fosse irrimediabilmente accerchiato dai nemici e in procinto di collassare. Ad accrescere i timori contribuiva la consapevolezza dell'inefficacia degli strumenti della diplomazia tradizionale, usati fin dai tempi di Augusto e consistenti innanzitutto in un'accorta politica di dissuasione basata su un solido e credibile deterrente militare idoneo sia sul piano difensivo sia su quello offensivo. Altro pilastro tradizionale della politica estera romana era stato il ricorso al cosiddetto principio del divide et impera, attraverso la fomentazione e strumentalizzazione a proprio vantaggio dei dissidi interni sia alle diverse tribù barbariche ostili, sia tra le svariate componenti etnico-tribali e tra le correnti politiche interne all'impero partico prima e a quello persiano poi, il tutto allo scopo di mantenere i nemici o potenziali tali gli uni contro gli altri, evitando a Roma il ricorso diretto alle armi (con i rischi e i costi umani e materiali che ciò avrebbe comportato).
Si rendeva necessario ricorrere immediatamente alla forza, schierando eserciti tatticamente superiori e capaci di intercettare il più rapidamente possibile ogni possibile via di invasione dei barbari; la strategia era però resa difficoltosa dal dover presidiare immensi tratti di frontiera con contingenti militari per lo più scarsi. Molti degli imperatori che vennero via via proclamati dalle legioni nell'arco di venticinque anni non riuscirono neppure a metter piede a Roma, né tanto meno, durante i loro brevissimi regni, a intraprendere riforme interne, poiché permanentemente occupati a difendere il trono imperiale dagli altri pretendenti e il territorio dai nemici esterni. Tuttavia in Massimino l'impero seppe trovare un abile capo militare capace di guidarlo in una difesa energica dei confini.
(Historia Augusta - I due Massimini, 10.3)
A tale scopo tra il 235 e il 236 l'imperatore condusse la sua prima campagna contro la federazione germanica degli Alemanni, utilizzando come quartier generale Mogontiacum e oltrepassando i confini imperiali nella zona del Taunus presso Saalburg-Zugmantel.
(Erodiano, VII, 2.2)
Massimino riteneva che fosse una priorità dell'Impero la guerra antigermanica, continuò a combattere gli Alemanni, riuscendo non solo a respingere le loro incursioni lungo il limes germanico-retico, ma anche a penetrare profondamente in Germania per circa 300-400 miglia romane (450-600 chilometri) e a battere sul loro terreno gli Alemanni, nella regione del Württemberg e Baden (cfr. battaglia di Harzhorn). Campagne archeologiche di scavo, condotte dal 2008 al 2011, hanno rivelato tracce di uno scontro militare tra l'armata romana (composta anche dalla legio IV Flavia Felix) e i Germani presso l'Harzhorn, nell'area boschiva nei pressi di Kalefeld (in Bassa Sassonia), databile al 235.
(Historia Augusta - I due Massimini, 11.7-9 e 12.1)
(Erodiano, VII, 2.3)

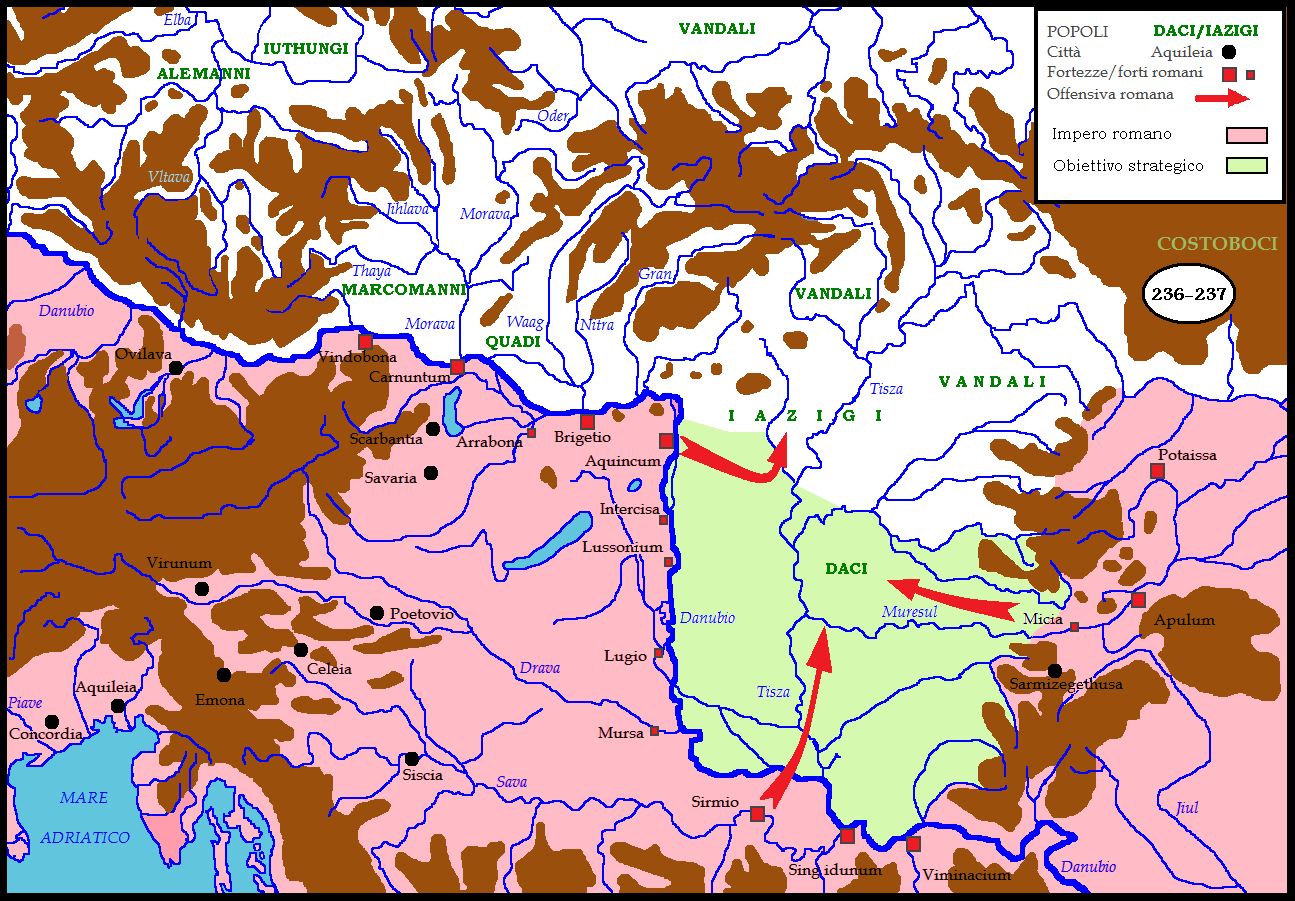
Le operazioni militari di Massimino in Sarmatia, contro Iazigi e Daci liberi del 236 e 237

Sembra che le foreste e le paludi della Germania Magna, bloccarono i Romani, costringendo Massimino a far ritorno in territorio romano. Prima però, lo stesso Imperatore si rese protagonista di alcune battaglie, quando affrontò in persona il nemico con grande coraggio, lanciandosi nella mischia e uccidendone numerosi.
(Historia Augusta - I due Massimini, 12.2-4)
A questa campagna apparterrebbero alcune vestigia archeologiche, che testimoniano le devastazioni compiute anche lungo il limes del Norico Per questi motivi ricevette dal Senato l'appellativo di "Germanicus maximus", mentre sulle monete appare la dicitura "Victoria".
(Historia Augusta - I due Massimini, 12.10-11)
Elevò il figlio Gaio Giulio Vero Massimo al rango di cesare e princeps iuventutis ("principe dei giovani"), mentre la moglie defunta, Cecilia Paolina, fu divinizzata.
Divenne, quindi, console agli inizi del 236, insieme con Marco Pupieno Africano. Poi, avendo reso sicure le frontiere della Germania lungo l'alto Danubio, Massimino si recò in Pannonia a Sirmium per l'inverno (del 235/236) e condusse nuove campagne contro i sarmati Iazigi della piana del Tibisco, che avevano provato ad attraversare il Danubio dopo circa un cinquantennio di pace lungo le loro frontiere, e i vicini Quadi (come sembra testimonino alcune iscrizioni rinvenute in zona Brigetio). Egli aveva un sogno: quello di emulare il grande Marco Aurelio e conquistare la libera Germania Magna. Il suo quartier generale, posto a Sirmium, era al centro del fronte pannonico inferiore e dacico. Così infatti riporta la Historia Augusta:
(Historia Augusta - I due Massimini, 13.3)

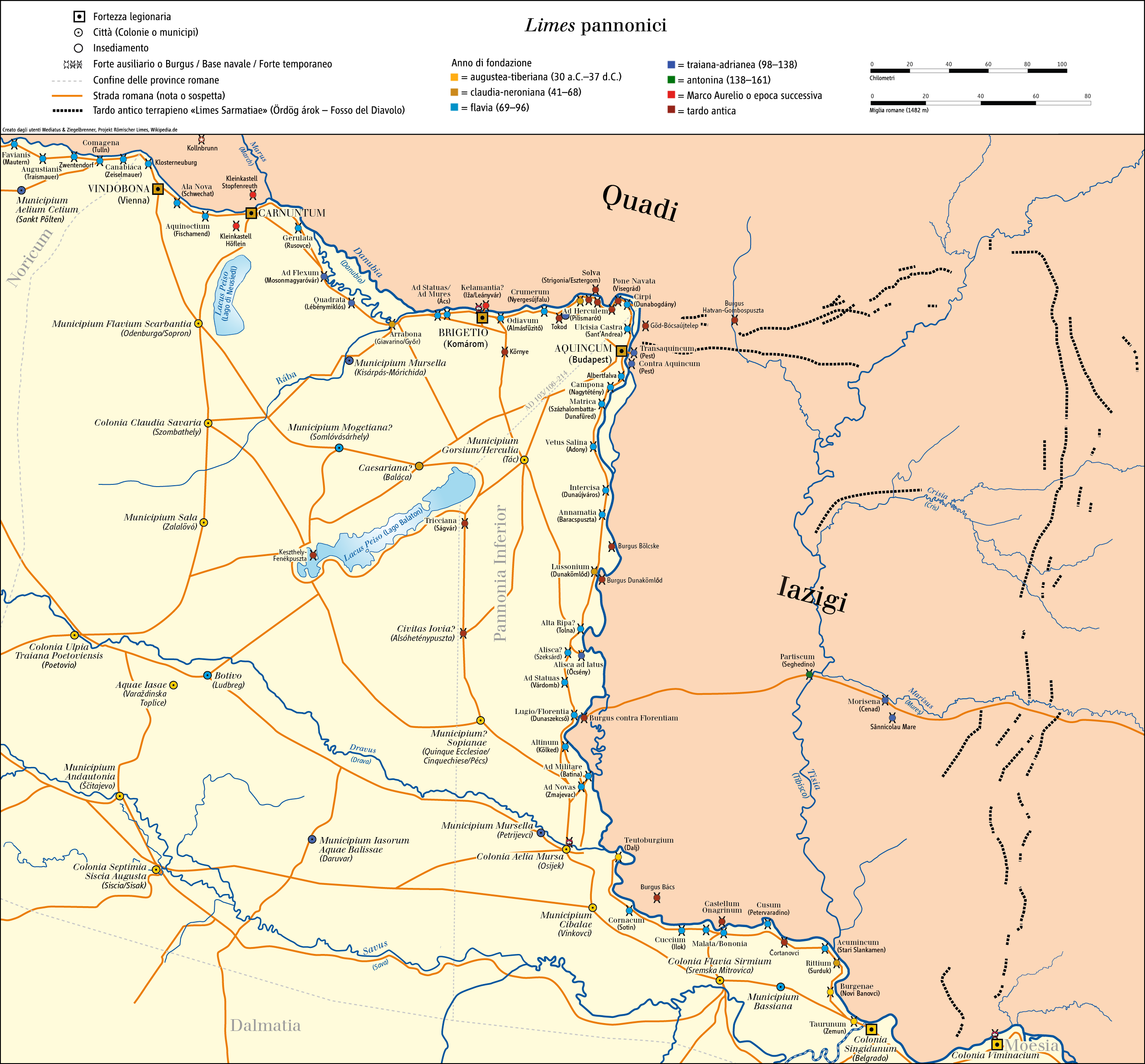
Il limes pannonicus, lungo il quale Massimino combatté nel biennio 236-237.

Numerose appaiono, infine, le iscrizioni lungo il tratto di limes pannonicus che univa nell'ordine i castra di: Ulcisia Castra, Aquincum, Matrica, Intercisa, Annamatia, Lussonium, Alta Ripa, Ad Statuas, Sopianae e Mursa, a testimonianza delle campagne militari nell'area sarmatica. In numero inferiore sono invece le iscrizioni lungo il tratto di limes dacicus, come ad esempio nella fortezza legionaria di Apulum.
Grazie ai successi ottenuti sul Danubio, l'imperatore poté ottenere i titoli di Dacicus (fine del 236-inizi del 237) e Sarmaticus (nel 237).
Contemporaneamente nel corso del 236, fu respinta un'incursione di Carpi e Goti, culminata con una battaglia vittoriosa per i Romani di fronte a Histropolis. Ciò potrebbe significare che, attorno a questa data, i Goti avevano già occupato la zona della Dacia libera a nord dei Carpazi, fino alla foce del Danubio e alle coste del Mar Nero, incluse le città di Olbia e Tyras.
Impegnato nelle guerre sulle frontiere, Massimino non andò mai a Roma per rafforzare il proprio potere: invece di cercare il sostegno del Senato romano, decise di fondare il proprio potere sull'esercito; raddoppiò la paga dei soldati e ciò, in coerenza con le continue guerre, richiese un aumento delle tasse. Gli esattori ricorsero a metodi violenti e sequestri illegali, che gli alienarono ancora di più la classe dirigente, portando alcune famiglie al disastro economico.
(Erodiano, VII, 3.5)
I costi crescenti delle guerre condotte prima lungo il limes renano e poi danubiano, costrinsero Massimino a confiscare nuovi beni anche ai provinciali, come le offerte nei templi, le statue degli dèi, gli ornamenti in pubblici edifici, e a fonderli in nuove monete al fine di "mantenere" la fedeltà dei suoi soldati (con stipendia e donativa). Ciò portò a un'aperta rivolta, anche da parte di provinciali e della stessa plebe locale. I cittadini arrivarono a farsi uccidere, piuttosto che permettere che i propri templi venissero profanati. Gli stessi soldati di Massimino, cominciarono a mostrare dissenso, poiché sapevano che loro famigliari rischiavano di essere uccisi dai loro stessi commilitoni, in caso di opposizione al nuovo regime imperiale. Nessuno ebbe, però, il coraggio di ribellarsi apertamente fino alla fine del suo terzo anno di regno (marzo del 238).

#### Offensiva sasanide in Oriente (237-238)
Frattanto lungo il fronte orientale, negli anni 237-238 le città della provincia romana di Mesopotamia, Nisibi e Carrhae, furono assediate e occupate dai Sasanidi. Non a caso anche Erodiano suggerisce che i Sasanidi rimasero tranquilli per tre o quattro anni dopo le campagne di Alessandro Severo del 232, il cui esito finale fu assai incerto per le due parti.

#### Rivolte interne: i Gordiani

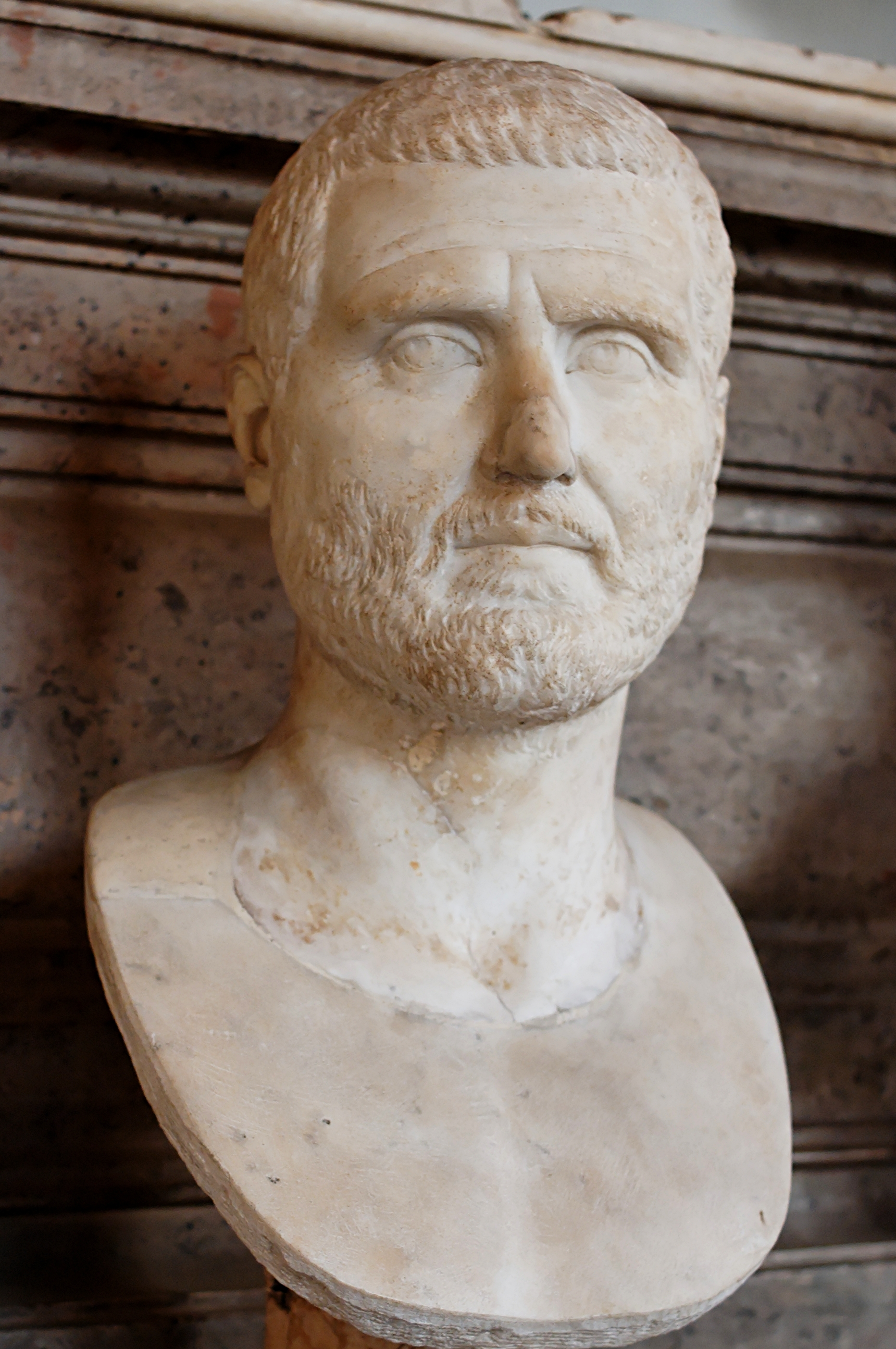
Busto di Gordiano I (Musei Capitolini-Roma).

All'inizio del 238 (attorno a marzo), nella provincia d'Africa, una estorsione di un funzionario del fisco (il procurator Augusti del distretto di Cartagine), che per mostrarsi zelante a Massimino, attraverso una sentenza comprata in una corte corrotta contro proprietari terrieri locali, accese una rivolta generale nell'intera provincia. I proprietari terrieri armarono i loro "clienti" e contadini, oltre ad alcuni militari, e, prima uccisero il funzionario corrotto, poi presero Tisdrus (l'odierna El Djem) e proclamarono imperatore il governatore della provincia africana, Gordiano I (all'epoca ottantenne). Quest'ultimo, se inizialmente non voleva la porpora imperiale, tanto da essere stato minacciato con le armi nel caso non avesse accettato, in seguito accettò il titolo di Augusto insieme con il figlio, Gordiano II, nella città di Tisdrus. Poi decise di inviare alcuni ambasciatori a Roma per trovare consensi (tra cui il futuro imperatore Valeriano), e dispose di occupare la stessa Cartagine.
Poco dopo il prefetto del pretorio di Massimino, Vitaliano, veniva ucciso a Roma da alcuni sicari inviati a Roma da Gordiano; molti amici di Massimino furono messi a morte (tra procuratori e magistrati), compresi gli innocenti, come pure il praefectus urbi Sabino fu ucciso dalla folla in una sommossa. Il Senato di Roma riconobbe, quindi, i due nuovi imperatori come Augusti (addirittura promettendo al nipote tredicenne Gordiano la pretura, il consolato e il titolo di Cesare), dichiarando Massimino hostis (nemico dello stato), chiedendo infine l'aiuto di tutte le province, affinché combattessero per la comune salvezza e libertà, ricevendone la quasi totale adesione (poche rimasero fedeli al "tiranno") con la messa a morte di numerosi funzionari, amici, generali e militari fedeli a Massimino. Le onorificenze militari di quest'ultimo vennero, inoltre, revocate, il suo nome e quello di suo figlio furono cancellati dalle iscrizioni e dai papiri, le sue statue abbattute e i dipinti celebranti le sue vittorie sui Germani, che adornavano la Curia, furono staccati e bruciati. Massimino, venuto a sapere di questi eventi, preferì riflettere per un paio di giorni con i suoi consiglieri, piuttosto che reagire in modo irrazionale, seppure provasse grande rabbia per quanto accaduto. Poi decise di marciare verso l'Italia con l'intero suo esercito e alcuni contingenti di Mauri, Galli e alleati Germani appena sottomessi, dopo aver fatto alle truppe un nuovo donativum. E prima di partire pronunciò questo discorso alle truppe schierate (adlocutio):
(Erodiano, VII, 8.4-8)
Dopo questo discorso alle truppe, Massimino si mise in marcia per l'Italia, portando con sé anche numerose macchine d'assedio, che però rallentarono non poco la marcia. Ciò lo convinse a inviare, come avanguardia, le legioni pannoniche, affinché cominciassero a occupare le prime postazioni in Italia, mentre la grande armata stava sopraggiungendo. Le unità pannoniche, non solo negli anni si erano dimostrate a lui estremamente fedeli, ma per prime si erano dichiarate favorevoli alla sua elezione a Imperatore. Frattanto a Roma il Senato si esprimeva in questi termini, secondo la Historia Augusta:
(Historia Augusta - I due Massimini, 15.6-9)
La rivolta in Africa fu il risultato di un episodio non programmato. Il comandante di una parte della Mauretania, chiamata Numidia, il senatore Capelliano, fedele a Massimino, sbaragliò prima le milizie di Gordiano II che morì nel corso della battaglia di Cartagine, poi indusse il padre, Gordiano I, a togliersi la vita impiccandosi, ponendo così fine alla loro rivolta. Allora Capelliano, risultato vincitore in nome di Massimino, mise a morte tutti coloro che avevano appoggiato Gordiano in Africa, distrusse città, saccheggiò templi, distribuì ai suoi soldati i dona votiva, fece quindi strage tra la plebe cittadina e la nobilitas delle città. Si preparava, infine, ad assumere il potere imperiale, nel caso in cui Massimino fosse morto.
Intanto Massimino, preso da una terribile collera contro il suo stesso figlio, il quale, a suo tempo, si era rifiutato di recarsi a Roma, lasciando così ai senatori mano libera nella capitale, decise di marciare con le sue legioni pannoniche sulla "città eterna", dopo aver distribuito un nuovo e ricco donativum ai suoi soldati.

#### Caduta e morte

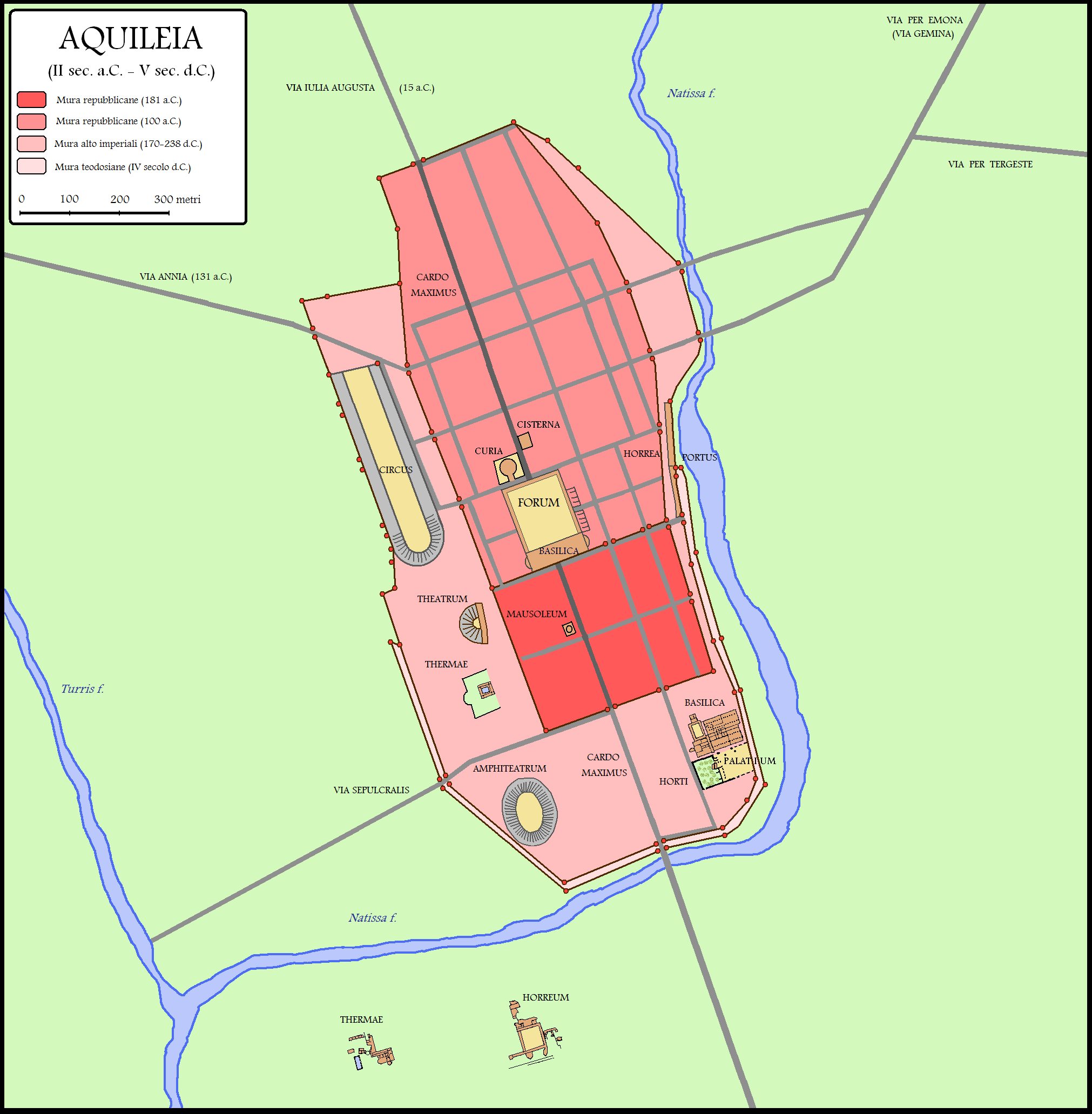
L'antica città romana di Aquileia nel suo sviluppo: dal primo periodo repubblicano (con le mura del castrum legionario quadrangolare in rosa più scuro); a quello successivo dopo la vittoria sui Cimbri con le mura costruite nel 100 a.C.; fino alla città alto imperiale (con le mura costruite nel periodo compreso tra l'imperatore Marco Aurelio e Massimino Trace); il periodo tetrarchico, in rosa più chiaro.

Temendo ora la naturale reazione di Massimino, che si stava preparando per una marcia contro Roma, ora che i due Gordiani erano morti, i senatori decisero di continuare la resistenza eleggendo co-imperatori e Augusti due di loro, Pupieno (che era stato praefectus Urbi) e Balbino (tardo aprile, inizi di maggio 238). Tuttavia una fazione a Roma preferì il nipote di Gordiano I, Gordiano III, tanto che ci furono duri combattimenti nelle strade di Roma: Balbino e Pupieno accettarono, allora, di proclamare il giovane Gordiano Cesare.
I tre avversari di Massimino potevano contare su milizie formate da coscritti e da gruppi di giovani, mentre l'imperatore aveva a propria disposizione un grande esercito che veniva da anni di guerre. Massimino, avendo ormai capito che l'odio che il Senato di Roma aveva nei suoi confronti «non avrebbe avuto più fine», decise di marciare rapidamente su Roma per spazzare via i suoi oppositori. Giunto in prossimità di Emona, (l'odierna Lubiana) pensava di trovarvi un esercito pronto a combatterlo, e invece, scoprì che tutti gli abitanti della regione si erano ritirati in città, portando via tutto ciò che poteva fornire vettovagliamento per il nemico, in modo che Massimino e il suo esercito si trovassero ridotti alla fame. Ciò generò i primi malcontenti tra i suoi soldati, inizialmente contenuti in silenzio, poi sfociati in odio aperto verso il loro comandante. Molti affermano che Massimino trovò invece Emona vuota e priva di ogni genere alimentare, poiché ogni cosa era stata distrutta preventivamente dagli abitanti, che poi avevano abbandonato la città. Stoltamente Massimino se ne rallegrò, credendo che l'intera popolazione fosse fuggita al suo arrivo. Dopo aver soggiornato una notte, si rimise in marcia e passò le Alpi, senza incontrare alcuna opposizione.
Quando l'esercito di Massimino giunse in vista di Aquileia, posta all'incrocio di importanti vie di comunicazione e deposito dei viveri e dell'equipaggiamento necessari ai soldati, la città chiuse le porte all'imperatore, guidata da due senatori incaricati dal Senato, Rutilio Pudente Crispino e Tullio Menofilo, i quali disposero molti uomini armati lungo l'intero percorso delle mura, che nel frattempo erano state rinforzate di nuovo e dotate di nuove torri. Massimino prese allora la decisione a lui fatale: invece di scendere rapidamente sulla capitale con un contingente, mise personalmente sotto assedio la città di Aquileia, permettendo ai suoi avversari di organizzarsi: Pupieno, a cui era stata affidata la conduzione della guerra (mentre Balbino era preposto alla difesa di Roma, dove fronteggiò a una rivolta cittadina, spalleggiata da gruppi armati di gladiatori, sorta dietro istigazione di due senatori, Gallicano e Mecenate, contro la stessa guardia pretoriana, che sfociò alla fine in un grande incendio dell'Urbe), raggiunse infatti Ravenna, da cui diresse la difesa della città assediata.
Sebbene il rapporto di forze fosse ancora a vantaggio di Massimino, il difficile e prolungato assedio che si protraeva senza risultato, malgrado ci fosse stato un segnale di cedimento, poi rientrato, da parte della popolazione della città ad arrendersi, la penuria di viveri e la rigida disciplina imposta dall'imperatore (portando anche all'assassinio di alcuni generali delle legioni pannoniche), causarono l'ostilità delle truppe verso l'imperatore. Si aggiunga il fatto che il Senato di Roma aveva inviato ex-pretori ed ex-questori in tutte le città dell'area intorno ad Aquileia, per predisporre ovunque misure di sicurezza atte a difendere ogni cosa da possibili attacchi di Massimino, tanto che quest'ultimo si trovò nella posizione critica di essere egli stesso assediato, con l'intero mondo romano ostile.
| Balbino: sesterzio                                                                                               | Balbino: sesterzio                                                                                |
| --- | ------------------------------------------------------------------------------------------------- |
| |                                                                                                   |
| IMP CAES(ar) D CAEL BALBINUS AVG, testa verso destra con alloro sul capo, corazza e drappeggio sulle spalle;     | VICTORIA AUGG(ustorum), la Vittoria in piedi verso sinistra, tiene una corona e un ramo di palma. |
| Coniato nel 238 dopo la morte di Massimino il Trace (30 mm, 22,56 g, 1 h; zecca di Roma antica, prima emissione) |                                                                                                   |

I soldati della Legio II Parthica (solitamente di stanza nei castra Albana), presi dal timore, verso mezzogiorno, durante un momento di pausa del combattimento, strapparono le sue immagini dalle insegne militari, per segnalarne la deposizione, poi lo assassinarono nel suo accampamento, assieme al figlio Massimo, mentre i due erano coricati sotto la tenda (10 maggio 238). Poi infilate le loro teste in cima a delle picche, ne fecero mostra agli Aquileiensi.
(Historia Augusta - I due Massimini, 32.5)
Secondo, invece la versione Zosimo, una volta che Massimino si accorse di essere in grave pericolo per la sua vita:
(Zosimo, Storia nuova, I, 15.1-2.)
A Roma allora vennero subito abbattute le sue statue e i suoi busti, mentre il suo prefetto del pretorio fu assassinato assieme ad altri suoi amici. Poi le teste dei due ex-sovrani, padre e figlio, furono inviate nell'Urbe, mentre i loro corpi furono mutilati e dati in pasto ai cani, una poena post mortem. Il Senato elesse imperatore il tredicenne Gordiano III e ordinò la damnatio memoriae per Massimino.
(Historia Augusta - I due Massimini, 24.1)

## Massimino nella storiografia
| 235     | Massimino fu eletto Augusto per volontà delle legioni germaniche. Condusse una campagna militare contro la federazione germanica degli Alemanni, con "quartier generale" a Mogontiacum. |
| 236-237 | Massimino condusse nuove campagne militari contro Sarmati (Iazigi) e Daci liberi della piana della Tisza, ponendo il suo "quartier generale" a Sirmium. |
| 238     | All'inizio dell'anno prime sollevazioni in Africa, portarono a proclamare imperatori Gordiano I e il figlio Gordiano II, dopo aver occupato anche la stessa Cartagine. La rivolta africana fu sedata nel sangue, costringendo poi Massimino a marciare su Roma, dove si era provveduto a eleggere due Augusti, Pupieno e Balbino. Massimino fu però ucciso, nella sua marcia di avvicinamento, presso Aquileia dalle sua stesse truppe. |

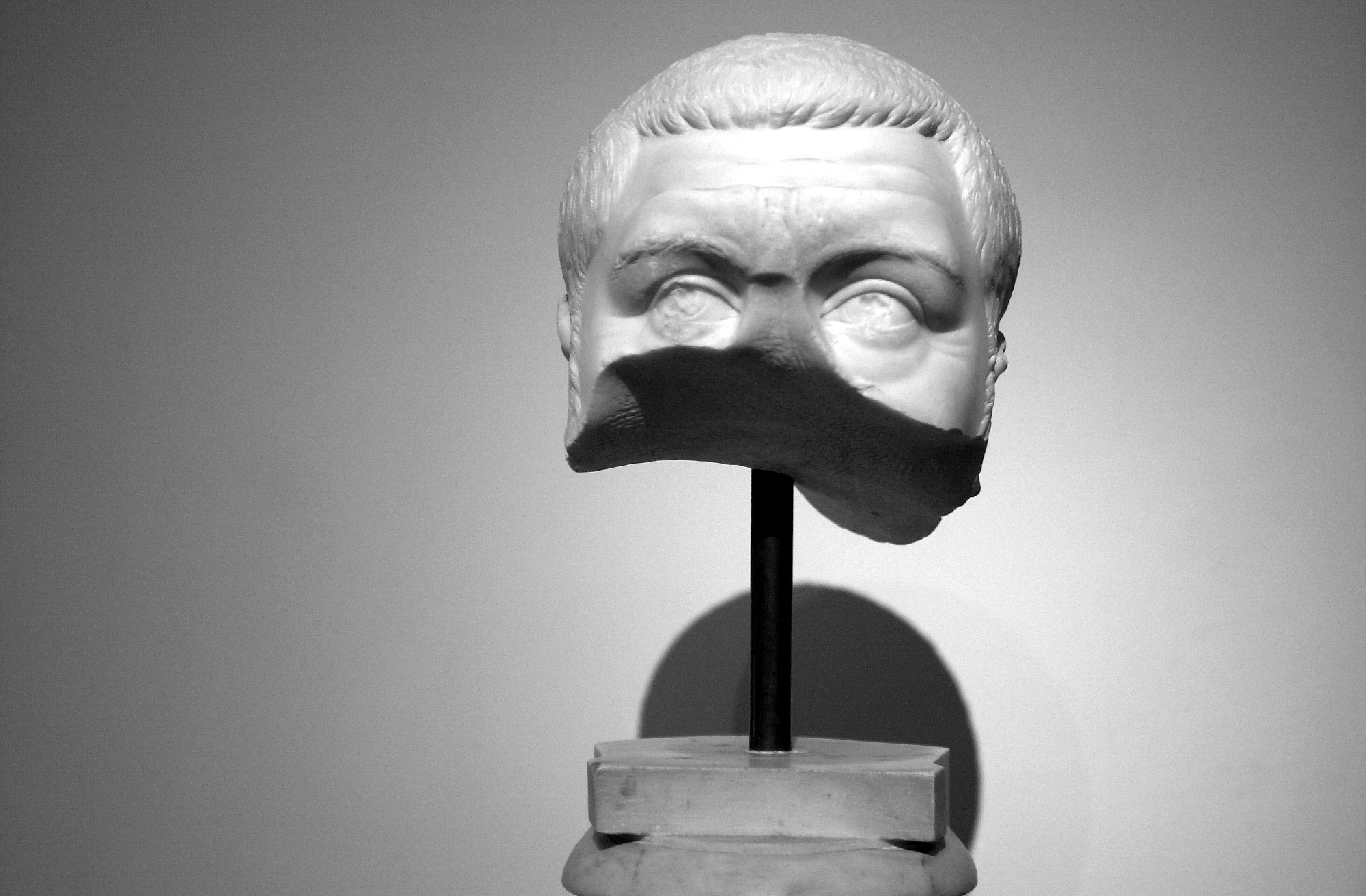
Testa frammentaria di Massimino, proveniente dalle sale imperiali del Palatino; fu probabilmente distrutta a seguito del contrasto tra l'imperatore e il Senato romano

Di lui le fonti raccontano che fu amato dei suoi soldati, ma odiato a Roma, dal popolo e dal Senato. La Historia Augusta dice:
(Historia Augusta - I due Massimini, 8.2-4)
Egli fu anche molto considerato per le sue doti militari di abile generale, avendo condotto oltre le frontiere settentrionali ogni sorta di campagna militare contro i barbari.
(Historia Augusta - I due Massimini, 13.1-2)
È vero anche che,
(Historia Augusta - I due Massimini, 8.5-6)
(Historia Augusta - I due Massimini, 8.7-8)
E sembra che questa crudeltà fosse soprattutto dettata dal timore di essere trattato con disprezzo dalla nobilitas, a causa delle sue umili origini barbariche. Costui infatti si ricordava che in passato, prima di diventare Imperatore, era stato snobbato persino dai servi dei nobili, tanto che neppure i loro procuratori lo avevano ammesso alla sua presenza.
(Historia Augusta - I due Massimini, 8.11)
(Historia Augusta - I due Massimini, 9.1-2)
Erodiano dello stesso aggiungeva che:
(Erodiano, VII, 1.1-2)
Zosimo racconta che:
(Zosimo, Storia nuova, I, 13.3.)
Sappiamo però che Massimino svolse energicamente il suo impegno nel corso del breve regno in cui esercitò il potere, e che segnò l'inizio del periodo soprannominato dell'anarchia militare. Affrontò, soprattutto le pressioni esterne dei barbari del Nord con grande energia.
Aver però raddoppiato gli stipendi dei soldati, fece divenire troppo onerosa la tassazione, iniziando quell'impoverimento dell'impero che ne causerà la fine.